# アン清村
アン 清村（アン・キヨムラ、Ann Kiyomura, 1955年8月22日 - ）は、アメリカ・カリフォルニア州サンマテオ郡出身の元女子プロテニス選手。1975年のウィンブルドン選手権女子ダブルスで、日本の沢松和子とペアを組んで優勝した選手としてよく知られている。日系人3世の選手で、父親はアメリカ人のテニスコーチであり、母親は日本で第2位のテニス選手であった。夫も日本人で、現在は Ann Kiyomura Hayashi （アン・キヨムラ・ハヤシ）という名前になっている。
アン清村は1973年のウィンブルドン女子ジュニア部門で優勝があり、その決勝戦でマルチナ・ナブラチロワを 6-4, 7-5 で破ったことがある。1975年のウィンブルドン選手権女子ダブルスで、アン清村は日本の沢松和子とペアを組んで決勝に勝ち進む。決勝戦の相手はフランソワーズ・デュール（フランス）＆ベティ・ストーブ（オランダ）の強豪ペアに決まった。沢松と清村は決勝でも伸び伸びとしたプレーを繰り広げ、7-5, 1-6, 7-5 の大接戦の末にウィンブルドン女子ダブルスのタイトルを獲得した。沢松は日本人女性として初の4大大会優勝を成し遂げ、日本に空前のテニスブームを沸き起こしたが、アン清村も「アジアン・アメリカン」の女性として最初のウィンブルドン優勝者に輝いた。沢松和子は、この偉業の後1975年限りで現役を退いた。
それから3年後、1978年にアン清村はジャパン・オープンで女子シングルスとダブルスの単複2冠を獲得した。シングルス決勝では日本の米沢そのえを破り、ダブルスでは佐藤直子とペアを組んだが、相手組の棄権により不戦勝で優勝した。これがアン清村の唯一のシングルス・タイトルである。
1985年2月のトーナメントを最後に現役を引退。2002年に新しく「日系アメリカ人スポーツ殿堂」が設立され、アン・キヨムラ・ハヤシは「日系人スポーツ選手の開拓者」として殿堂入りを果たした。